# دينامو درسدن
جمعية دينامو درسدن الرياضية (بالألمانية: Sportgemeinschaft Dynamo Dresden) هو نادي كرة قدم ألماني ينافس في دوري البوندسليغا 2 ثاني أعلى قسم في ألمانيا، يتمركز النادي في مدينة درسدن، تأسس في سنة 1953 أيام حكم ألمانيا الشرقية، وأصبح هذا النادي من أقوى الأندية في ألمانيا الشرقية بعد فوزه بدوري ألمانيا الشرقية لكرة القدم 8 مرات، وبعد إعادة توحيد ألمانيا لعب في دوري البوندسليغا من سنة 1991 إلى 1995، وبعد ذلك أصبح ينافس ما بين دوريات الدرجة الثانية والثالثة والرابعة في ألمانيا.

## وصلات خارجية
- الموقع الرسمي
- دينامو دريسدن على فيس‌بوك